# Rudolf Kalman
Pour les articles homonymes, voir Kalman.
Rudolf Emil Kálmán (en hongrois Kálmán Rudolf Emil) (19 mai 1930 à Budapest - 2 juillet 2016) est un mathématicien et un automaticien américain d'origine hongroise, ingénieur en électrotechnique de formation. Il est connu pour l'invention du filtre de Kalman, un algorithme utilisé en traitement du signal, théorie du contrôle et Guidage, Navigation et Contrôle.

## Biographie
Rudolf Kalman naît à Budapest en Hongrie. Il obtient son bachelor's degree (licence) en 1953 et son master's degree en 1954 au MIT, en génie électrique, puis son doctorat en 1957 à l'université Columbia.
Il travaille ensuite comme chercheur en mathématiques au Research Institute for Advanced Study (en) de Baltimore, de 1958 à 1964. De 1964 à 1971, il est professeur à l'université Stanford, puis Graduate Research Professor et directeur, au Center for Mathematical System Theory, à l'université de Floride à Gainesville, de 1971 à 1992. De 1969 à 1972, il se rend régulièrement à l'Ecole des Mines de Paris à Fontainebleau où il est conseiller scientifique pour le Centre de recherche en automatique. À partir de 1973, il occupe la chaire de théorie des systèmes mathématiques à l'École polytechnique fédérale de Zurich (EPFZ).
Il est marié à Constantina Stavrou. Ils ont deux enfants, Andrew et Elisabeth.

## Travaux
Rudolf Kalman est surtout connu pour sa contribution à l'invention du filtre de Kalman, une technique mathématique de filtrage très utilisée en automatique pour extraire un signal à partir de mesures bruitées. Ses idées sur le filtrage rencontrèrent un certain scepticisme, à tel point qu'il dut publier d'abord ses travaux dans un journal de mécanique (au lieu d'électrotechnique). Il eut plus de succès, cependant, lorsqu'il rencontra Stanley Schmidt au Ames Research Center de la NASA en 1967. Cela mena à l'utilisation des filtres de Kalman pour le programme Apollo.

## Distinctions
- 1974 la médaille d'honneur de l'IEEE
- 1984 la médaille du centenaire de l'IEEE
- 1985 le prix de Kyōto des technologies avancées[2]
- 1987 le prix Steele
- 1997 le prix Richard E. Bellman (en)
- 2008 le prix Charles Stark Draper[3]
- 2009 la médaille National Medal of Science  USA[4]

Il est membre de la National Academy of Sciences, de la National Academy of Engineering, de l'Académie américaine des arts et des sciences, et membre étranger des académies des sciences de Hongrie, de France et de Russie.